# 瓦伊拉帕塔區
瓦伊拉帕塔區（西班牙語：Distrito de Huayrapata），是秘魯的一個區，位於該國東南部普諾大區的莫霍省，始建於1991年12月12日，面積388.35平方公里，海拔高度3,870米，2005年人口3,870，人口密度每平方公里10人。